# Il romanzo di un atleta
Il romanzo di un atleta è un film muto italiano del 1915 diretto da Vittorio Rossi Pianelli.